# Zadnia Walowa Turnia
Zadnia Walowa Turnia (niem. Hinterer Wala-Turm, słow. Zadná Valova veža, węg. Hátsó-Wala-torony) – jedna z wielu turni w Grani Hrubego w słowackiej części Tatr Wysokich. Jest położona między Skrajną Niewcyrską Szczerbiną na południowym wschodzie, oddzielającą ją od Skrajnej Niewcyrskiej Turni, a Zadnią Walową Ławką na północnym zachodzie, która oddziela ją od Pośredniej Walowej Turni. Jej grań to niemal poziomy odcinek o długości 100 m, dzięki czemu turnia ta jest łatwo rozpoznawalna z obydwu dolin. Jest postrzępiona, ale głębokość szczerbinek między zębami skalnymi nie przekracza 3 m. Na południe, do Teriańskiej Równi w dolinie Niewcyrki, opada z turni ściana o wysokości około 100–160  m. Są w niej trzy żebra i dwie depresje. Ponieważ ściana ma ukośną podstawę, lewe żebro ma wysokość około 160 m, a prawe 100 m. Do Wielkiego Ogrodu w Dolinie Hlińskiej opada północno-wschodnia ściana o wysokości około 300 m. Z prawej strony (patrząc od dołu) ograniczona jest kominem i Żlebem Grosza opadającym z Zadniej Walowej Ławki, z lewej natomiast tworzy jedną całość z Niewcyrskimi Turniami. Prawa część ściany przecięta jest rynną ciągnącą się ku Zadniej Walowej Ławce. Najbardziej stroma jest prawa dolna część ściany.
Zadnia Walowa Turnia jest piątą turnią w grani od strony Hrubego Wierchu. Nazwę nadał jej Witold Henryk Paryski w 8. tomie przewodnika wspinaczkowego. Jej nazwa upamiętnia Jędrzeja Walę starszego – przewodnika zasłużonego dla poznania masywu Hrubego Wierchu.

## Taternictwo
Dla taterników turnia dostępna jest tylko z grani lub od strony północnej (Niewcyrka jest obszarem ochrony ścisłej z zakazem wstępu).
Drogi wspinaczkowe:
1. Lewym filarem południowo-zachodniej ściany; IV+ w skali tatrzańskiej, czas przejścia 2 godz.
2. Prawą częścią północno-wschodniej ściany; II, 1 godz. 30 min[4].

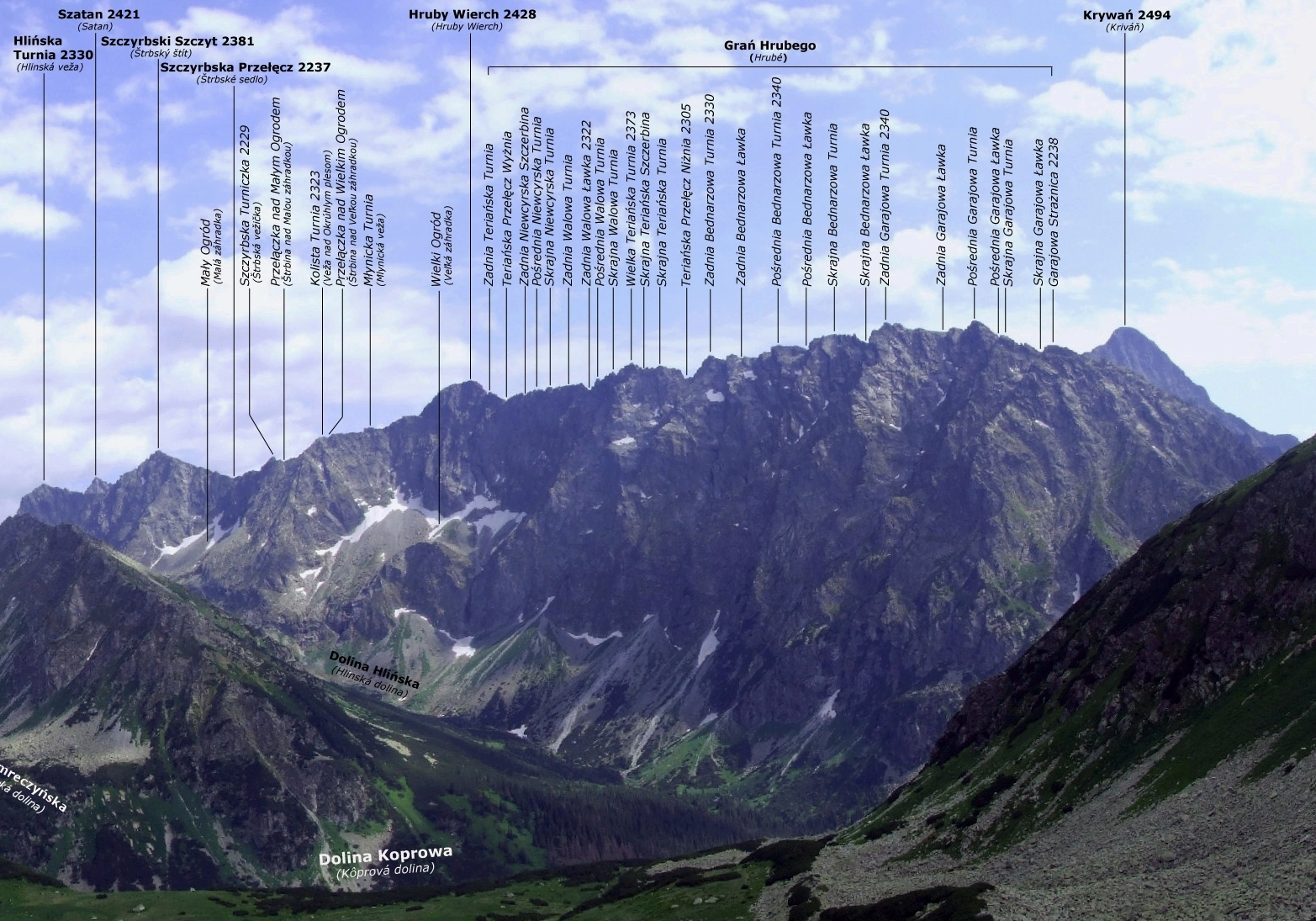
Widok z Zaworów
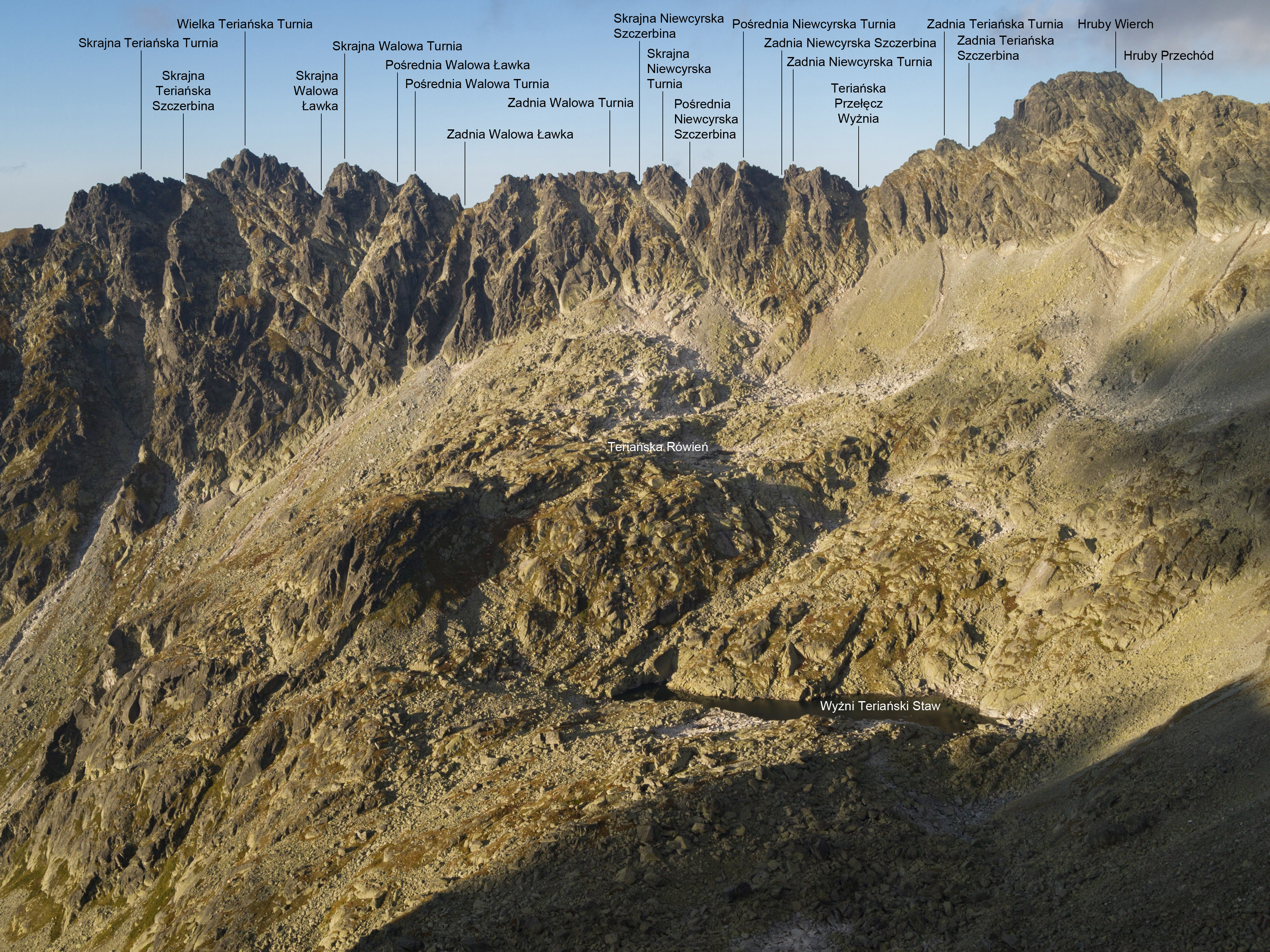
Widok z południowego wschodu
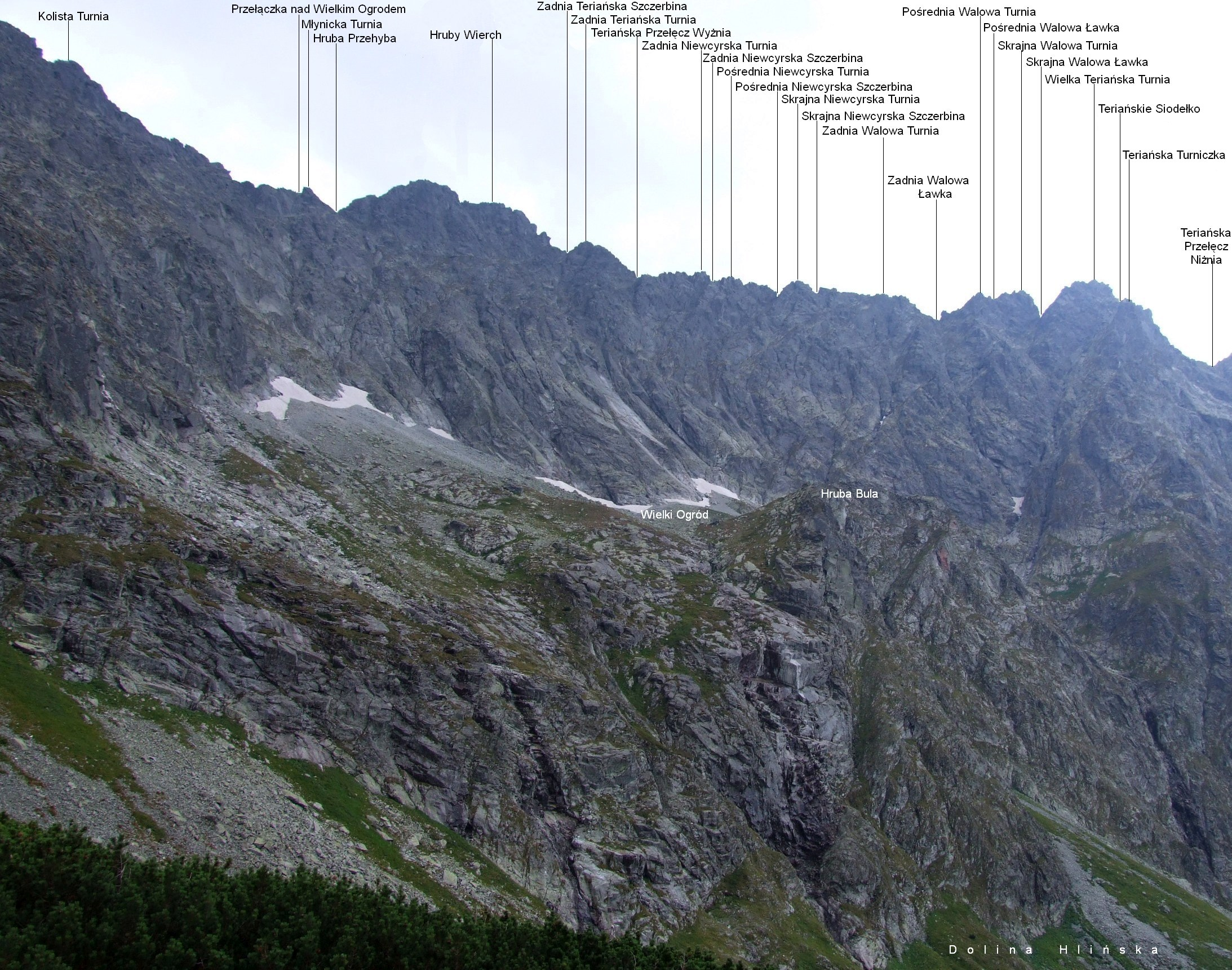
Widok z Doliny Hlińskiej
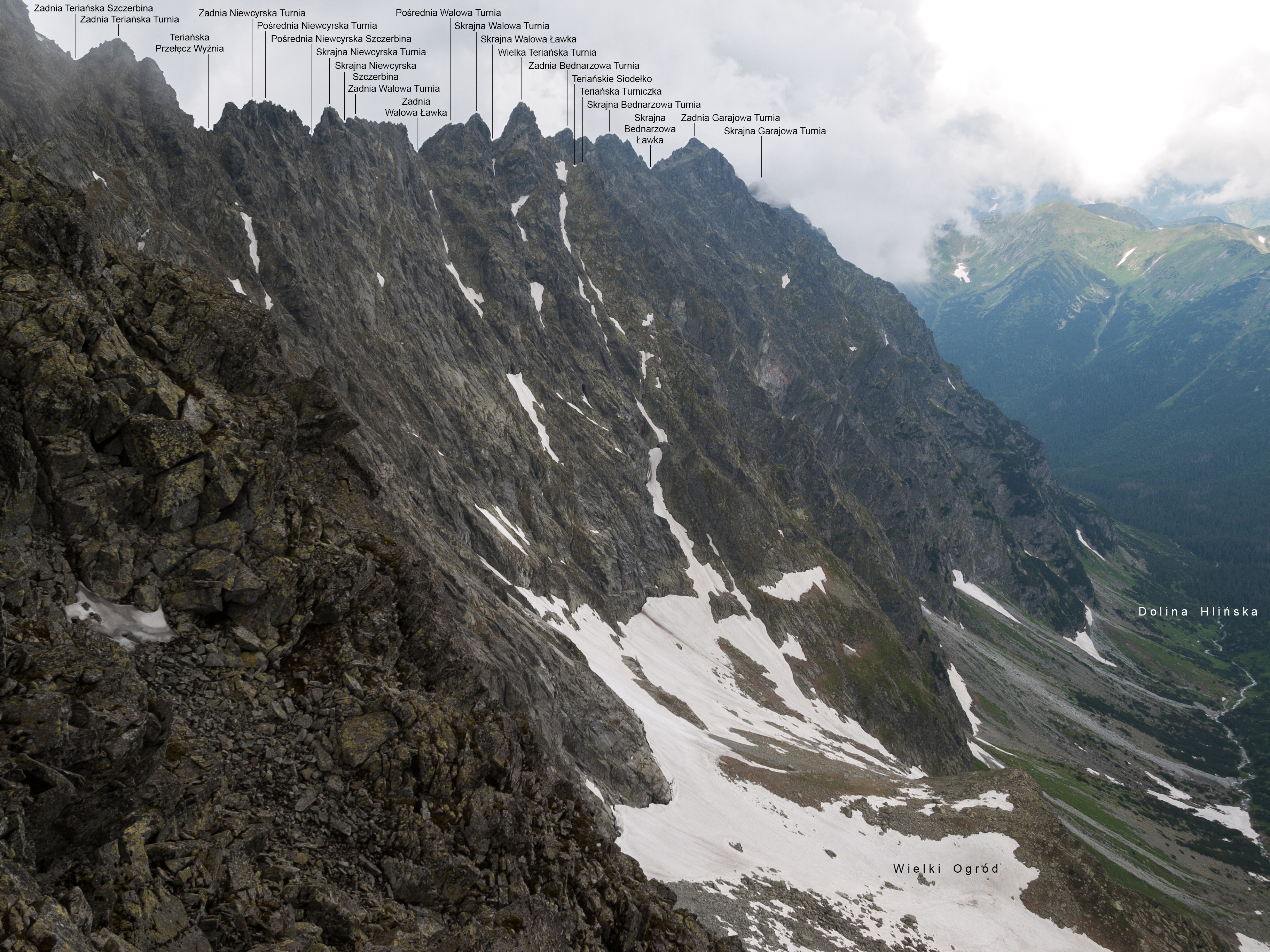
Widok z Kolistej Turni